# Sodade
"Sodade" é uma canção cabo-verdiana escrita por Armando Zeferino Soares na década de 1950, interpretada na década de 1970 por Bonga Kwenda, mais tarde popularizada por Cesária Évora no seu álbum Miss Perfumado na década de 1990. O nome da canção, sodade, é uma variante crioula cabo-verdiana do termo português saudade.
A autoria da canção foi contestada, nomeadamente pela dupla Amândio Cabral e Luís Morais. Isto até que um tribunal decidiu em dezembro de 2006 que Soares era o autor.

## Contexto
"Sodade" descreve a nostalgia sentida pelos emigrantes cabo-verdianos que foram marinheiros e emigrantes durante séculos, repetindo a pergunta “Ken mostro-b es kaminhu longe?” (“Quem te mostrou o caminho distante?”).
Os cabo-verdianos migraram de Cabo Verde desde o início do século XIX. A primeira migração registrada de cabo-verdianos foi para a Nova Inglaterra, porque eles foram recrutados como baleeiros por suas habilidades marítimas excepcionais como baleeiros e capitães de baleias. Isso deu início à tendência de imigração voluntária de cabo-verdianos para a Nova Inglaterra, além de abrir portas para futuras migrações durante períodos de seca e após a independência de Portugal.
"Sodade" é uma das muitas canções escritas ao longo da história da migração em Cabo Verde, incluindo a era da caça às baleias, compostas para se despedir de pessoas queridas. As partidas de amigos e familiares, conhecidas como “despididas” em português e crioulo, eram frequentemente acompanhadas de mornas para se despedir de entes queridos e vizinhos com uma serenata. Músicas como "Sodade" lembram essa tradição e representam a nostalgia associada à migração em Cabo Verde por mais de dois séculos. A história dos cabo-verdianos como migrantes globais (uma influência inerente à cultura e à música cabo-verdianas) é a razão pela qual as letras da morna, assim como as letras de "Sodade", são frequentemente melancólicas e nostálgicas.

## Gravações
- Bonga gravou "Sodade” no seu álbum “Angola 74” (1974)
- Cesária Évora cantou "Sodade” no seu álbum Miss Perfumado de 1992
- O músico basco Kepa Junkera publicou “Sodade” com a cantora portuguesa Dulce Pontes no seu álbum “Bilbao 00:00h” de 1998
- A cantora e compositora americana Madonna apresentou uma versão ao vivo de “Sodade” em sua turnê Madame X de 2019–2020. Durante as apresentações em Lisboa, ela interpretou a música com o artista cabo-verdiano Dino d'Santiago. Ela também se apresentou novamente sozinha no Red Rooster, no Harlem, como parte de uma apresentação surpresa em 9 de outubro de 2021, em sintonia com a estreia e o lançamento do filme e álbum ao vivo Madame X. A música é apresentada como uma faixa bônus de edição limitada na trilha sonora de Madame X: Music from the Theatre Xperience e é um dueto com Dino D'Santiago. Nos dias 6 e 7 de novembro de 2023, Madonna apresentou-a em Portugal, durante sua turnê The Celebration.